# شوتلان‌لی (قبادلی)
شوتلان‌لی (ترکی آذربایجانی: Şotlanlı) یک منطقهٔ مسکونی در جمهوری آرتساخ است که در استان کاشاتاق واقع شده‌است.